# Mea Vota Tuinbouwmuseum De Hofstèèj
Mea Vota Tuinbouwmuseum De Hofstèèj is een museum in het Gelderse Huissen dat aandacht geeft aan de historische uitoefening van de tuinbouw, met name de druiventeelt in Huissen. Het is sinds 2008 gevestigd in de voormalige tuinderij Mea Vota.

## Het complex
Op het terrein van Mea Vota aan de Bloemstraat in Huissen, gebouwd in 1647, werd al in de negentiende eeuw tuinbouw bedreven. In 1929 verschenen rond het oude gebouw druivenkassen, waarvan een deel de Tweede Wereldoorlog heeft overleefd. Het bedrijf werd eind jaren negentig beëindigd. Vrijwilligers hebben de kassen gerestaureerd en een kas uit 1963 van een andere tuinderij bijgeplaatst. De kassen en de bijgeplaatste kas met een aanbouw vormen samen het tuinbouwmuseum.

## Het museum
Het museum bestaat uit een expositie in de kas uit 1963 van gebruiksvoorwerpen die laten zien hoe het er vroeger aan toe ging in de tuinbouw. In de oude druivenkassen worden weer druiven gekweekt. De vrijwilligers van het museum maken eigen wijn.

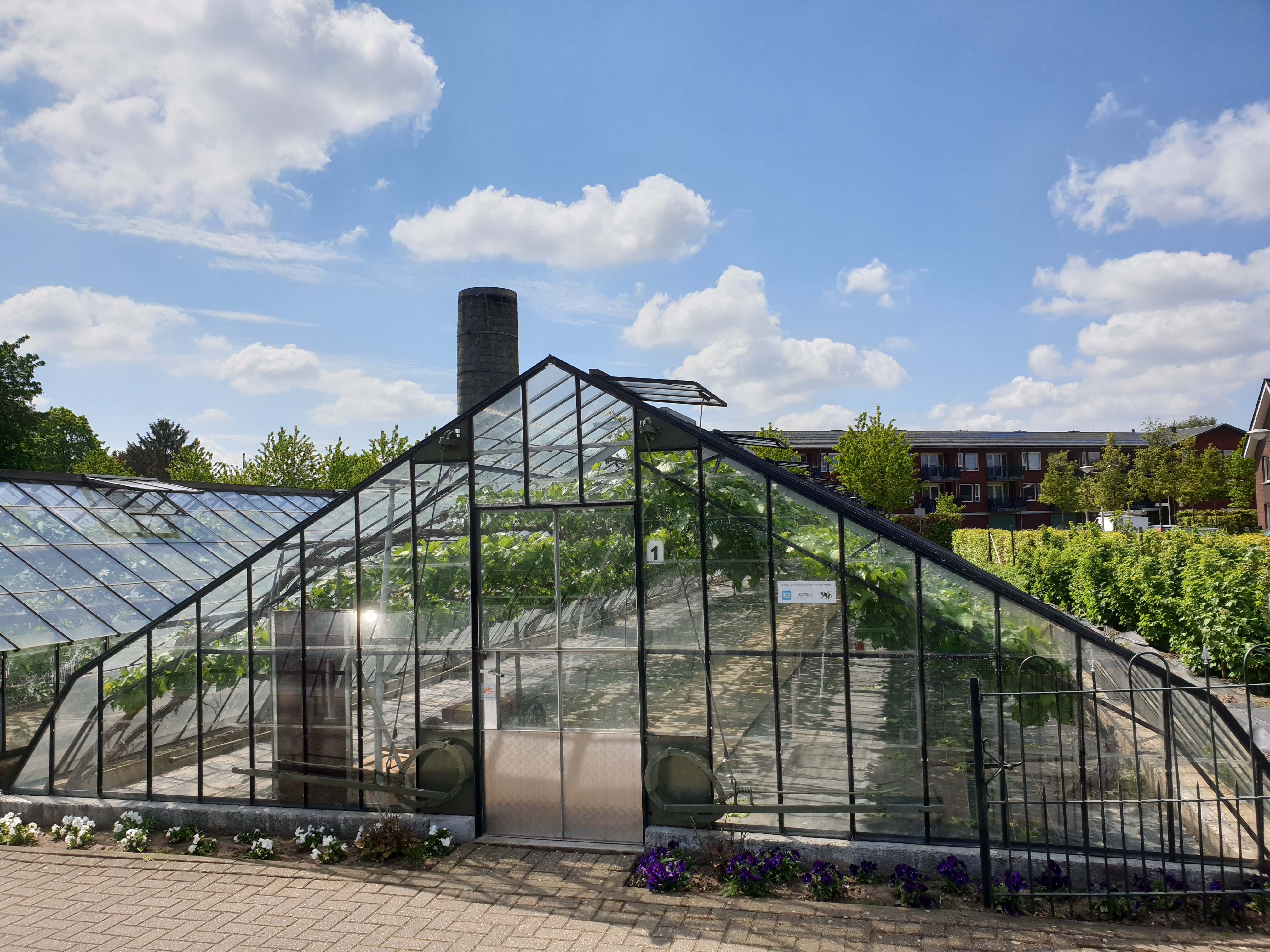
Gerestaureerde druivenkas bij museum
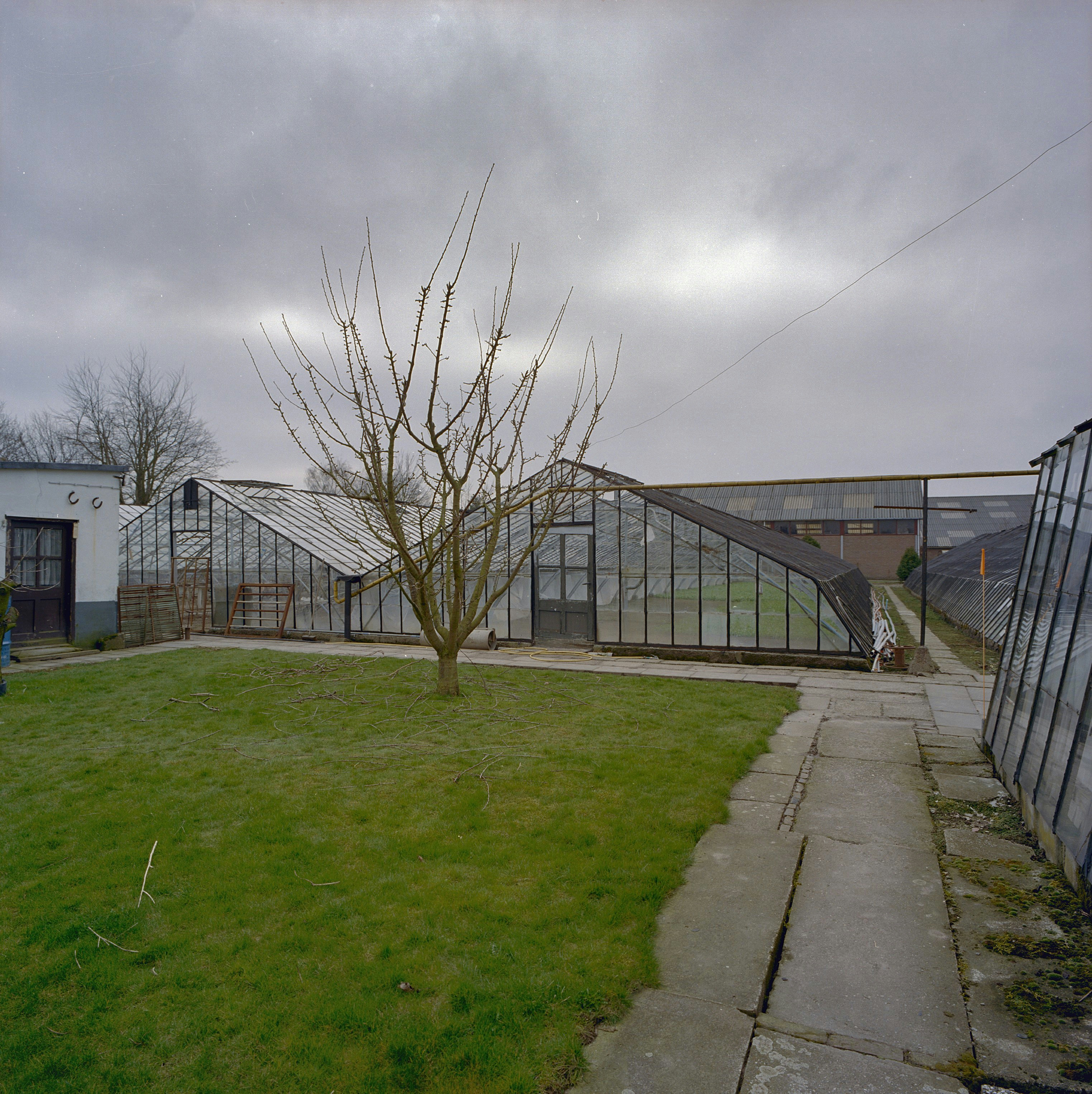
Kassen voor de restauratie